# ジェームズ・アール・レイ

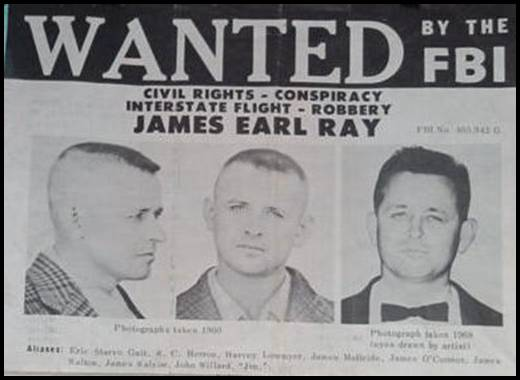
FBIによって公表されたレイの手配写真

ジェームズ・アール・レイ（英語：James Earl Ray、1928年3月28日 - 1998年4月23日）は、アメリカの犯罪者。
1968年4月4日に発生したキング牧師暗殺事件の犯人として知られる。

## 概要
小学校を1年生で落第し、当時の担任教師はレイの性格を「冷淡で攻撃的」と記録しており、同級生からものけ者にされていた。

### 犯罪歴
第二次世界大戦中の15歳の時に高校を中退した後は陸軍に入隊し、対独戦に参加した。1949年に、カリフォルニア州で強盗により有罪判決を受け、1952年には、イリノイ州でタクシー強盗を行い、2年間服役し、出所後の1955年には、詐欺により三度逮捕された。1959年にはミズーリ州で強盗をはたらき、常習犯として懲役20年の刑を宣告されたが、1967年に刑務所内のパン工場からパンを輸送するトラックに忍び込み、脱獄した。

### キング牧師暗殺
1968年4月4日にテネシー州メンフィスにおいて、キング牧師が泊っていたロレイン・モーテルの近くの下宿から、バルコニーにいたキングを銃撃、暗殺した。その後は、11時間かけて白いフォード・マスタングでアトランタに逃げ、3日トロントに到着し“レイモン・ジョージ・スニード”の偽名でカナダの偽造パスポートを入手し、白人至上主義のローデシアへ国外逃亡を謀った。
ポルトガルのリスボンに一時滞在しイギリスのロンドンに逃げ、事件から約2ヵ月後の同年6月8日に、ベルギーのブリュッセルに向けて出国しようとしてロンドンのヒースロー空港で偽造パスポートを行使しようとしたところを逮捕された。
レイは犯罪人引渡し条約によって直ちに身柄をテネシー州に護送され、翌1969年の3月10日に犯行を自供し、禁錮99年の刑を宣告された。しかし、カナダの偽造パスポートをどのようにまた誰の金で手に入れたのか、さらにロンドンやリスボンへの航空券及び滞在費を誰が支払ったか、これらのアイデアを誰から授かったのかは、大きな疑問として残された。
さらに1977年6月11日に、他の6人の囚人とともに同州の刑務所から脱獄を謀るが、2日後の6月13日に身柄を確保された。後に開かれた合衆国下院暗殺問題調査特別委員会においては、自らの潔白を主張した。

### 死去
1998年4月23日に、C型肝炎に起因する腎不全により、刑務所内で死去した。後の検視では肝不全も併発していたことが判明した。70歳没。遺体は火葬され、遺骨はアメリカではなく、母方の家族の出身地であるアイルランドに運ばれて散骨された。

## 関連作品
- 『暗殺者』 タイム・ライフ/編 吉岡晶子/訳 同朋舎